# Маурік
Маурік (нід. Maurik) — місто в нідерландській провінції Гелдерланд. Входить до муніципалітету Бюрен.

## Історія
Уперше згадується в історичних текстах близько 300 року під назвою Маннарісіо (нід. Mannaricio), а з 997 року відоме під назвою Малдеріке (нід. Maldericke). Значний розвиток міста зі значною забудовою узберіжжя Недеррейна прийшовся на раннє Середньовіччя.
До 1999 року мало статус окремого муніципалітету.

## Галерея

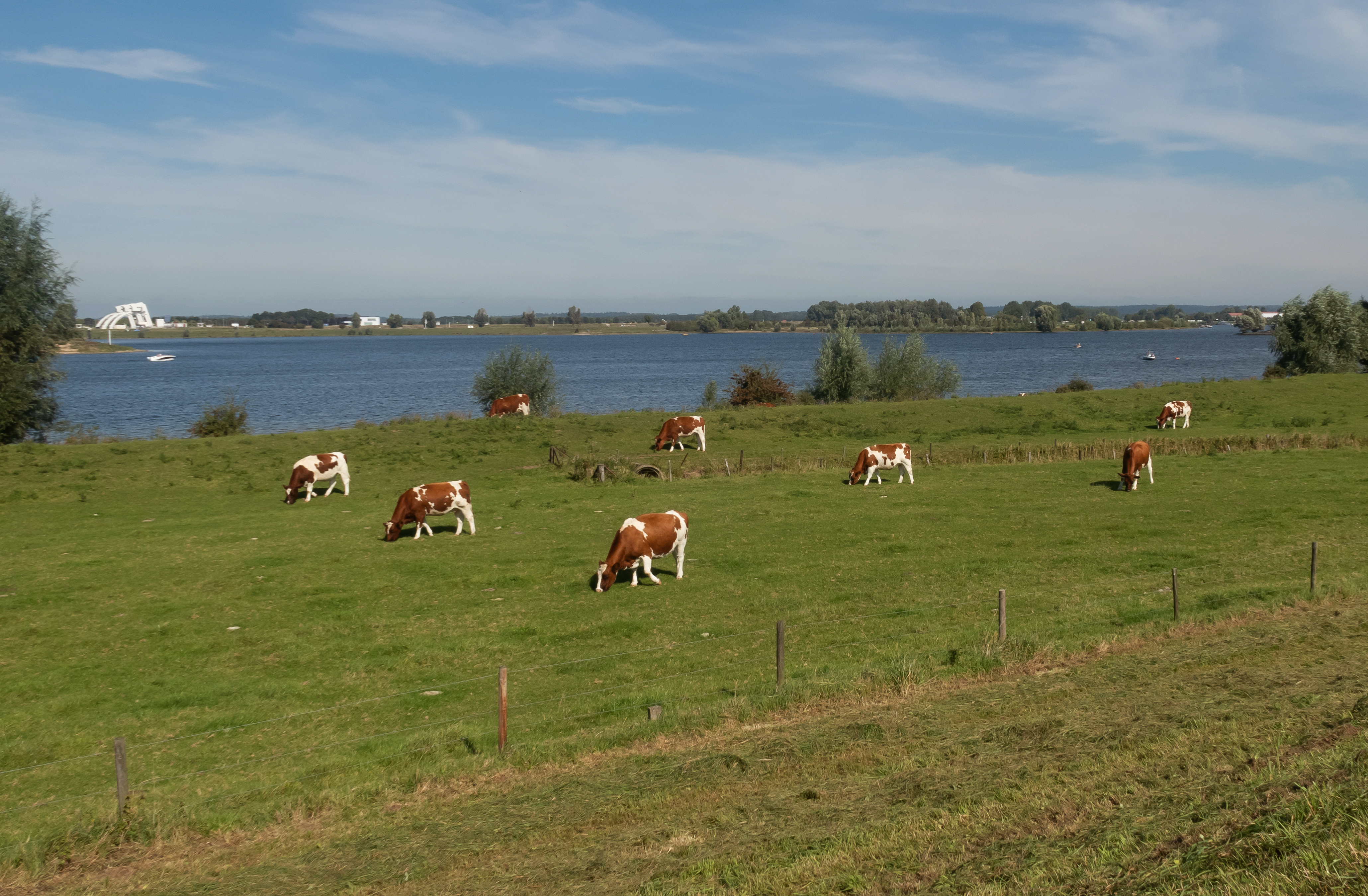
Біля Ейланд ван Маурік, панорама з коровами
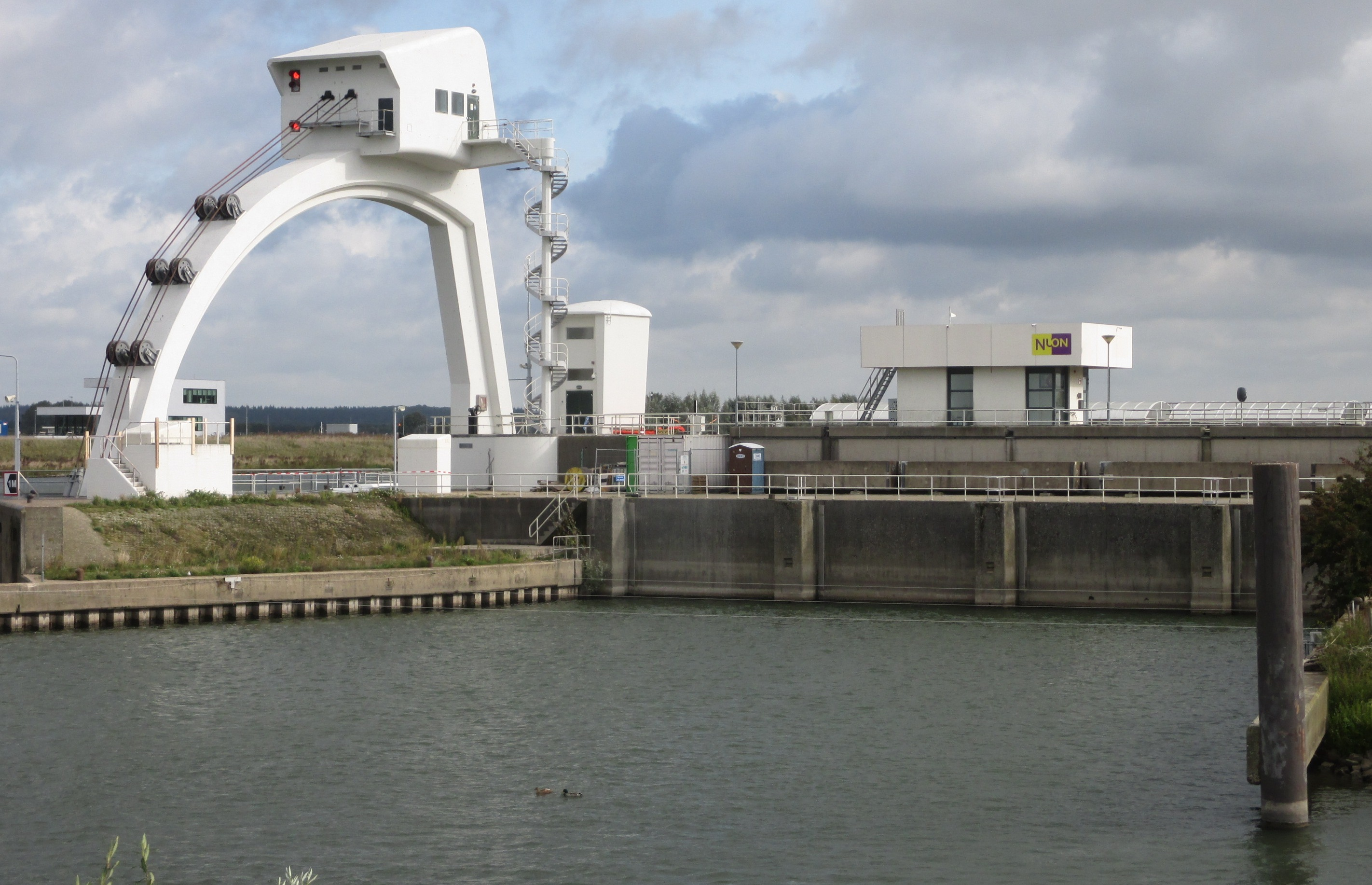
Гідроелектростанція
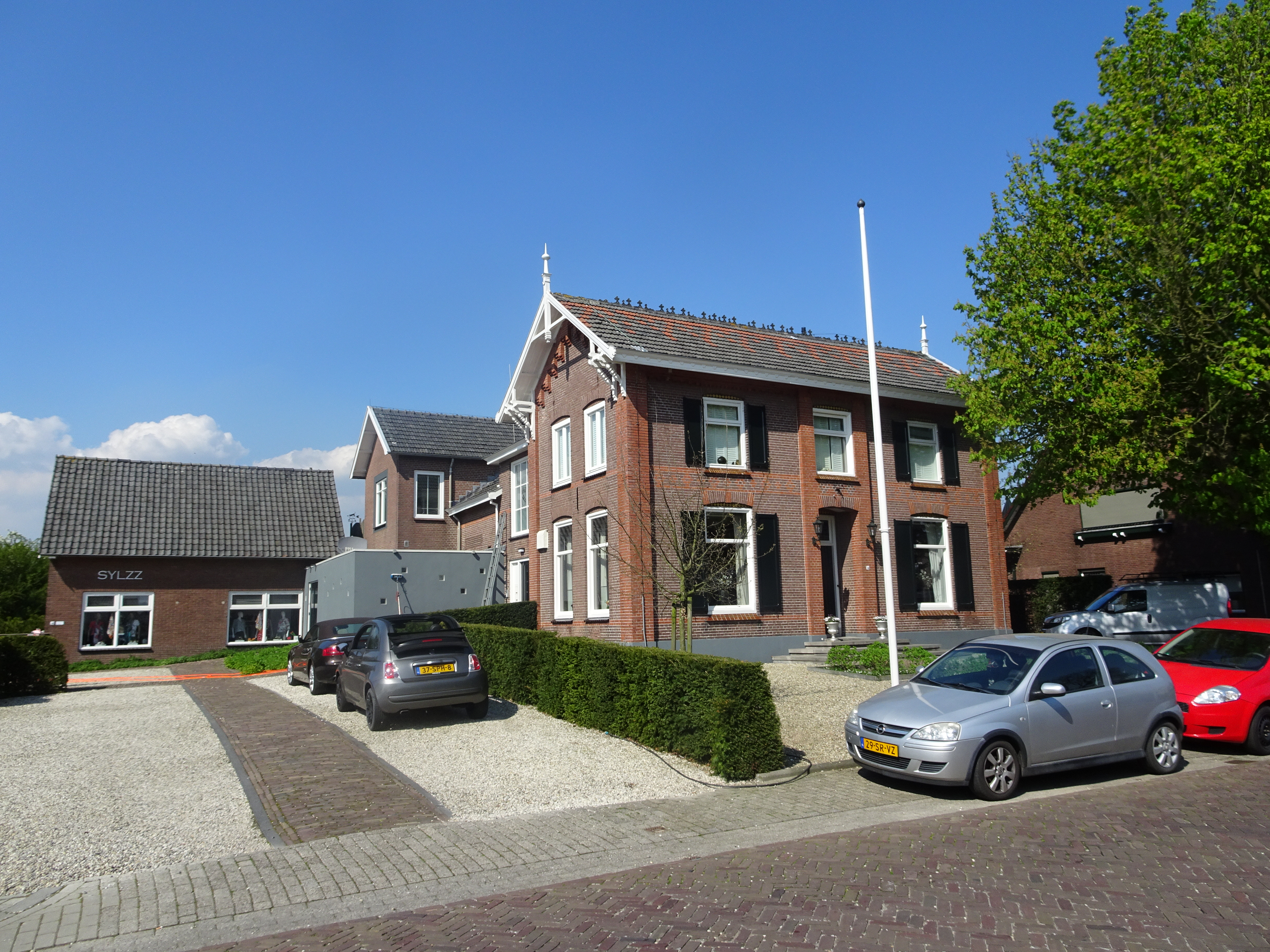
Колишня будівля мерії
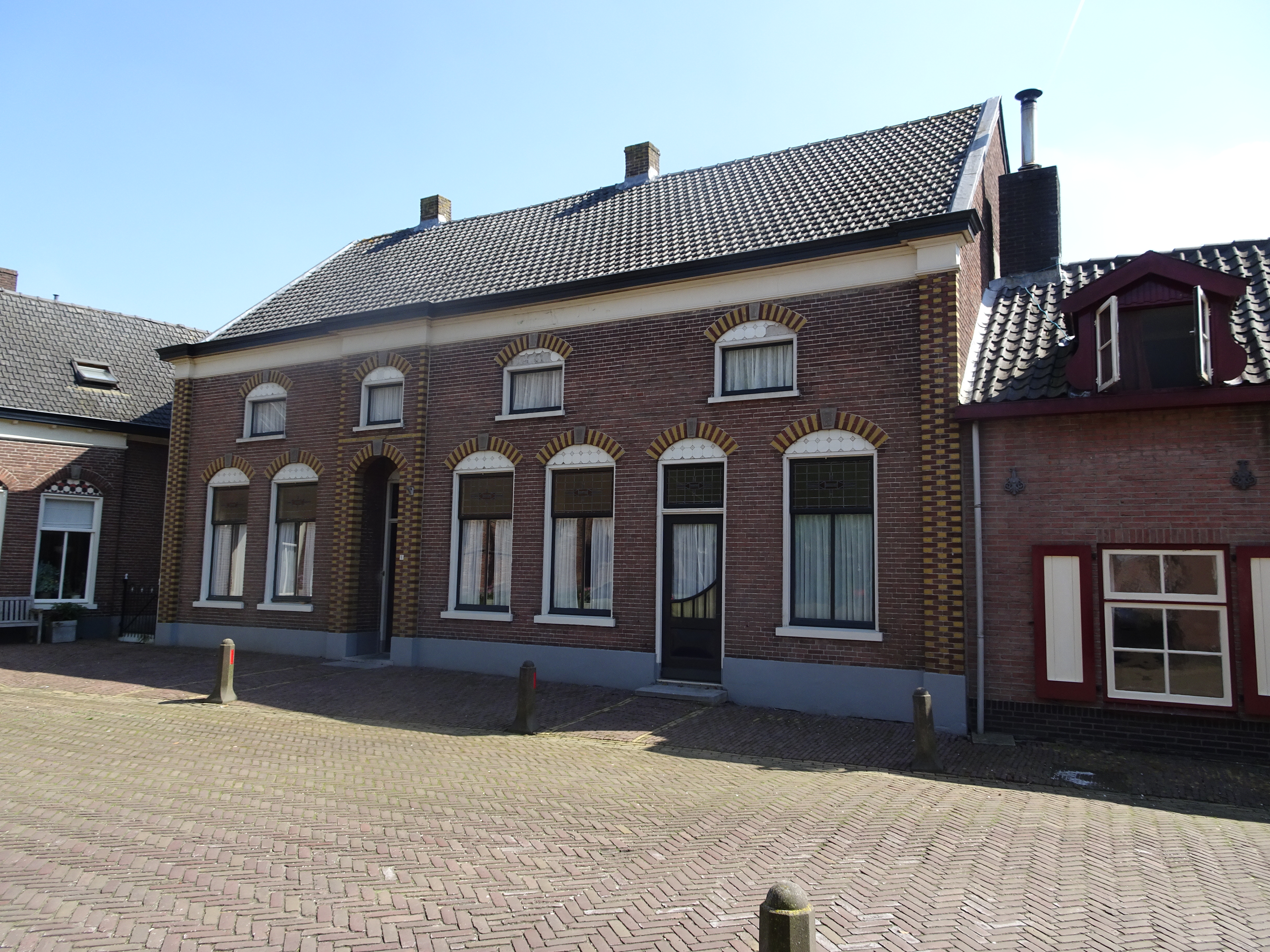